# Gustave Boucher
 (février 2023).
- Si vous ne connaissez pas le sujet, laissez ce bandeau (vous pouvez alors contacter les auteurs).
- Si vous supprimez le contenu mis en cause (vous pouvez préalablement contacter les auteurs),

argumentez précisément cette suppression dans la page de discussion
(un manque de référence n'est pas un argument ; une recherche réelle de référence doit avoir été effectuée, être formellement documentée).
Pour les articles homonymes, voir Boucher.
Gustave Boucher (Niort, 20 décembre 1863 - Niort, 15 mars 1932) est un écrivain et ethnographe français, ami du romancier Joris-Karl Huysmans.
Fils de Louis Boucher et Victorine Lodoiska Fourré.

## Biographie
Homme de lettres érudit, catholique et ardent défenseur des traditions françaises, Boucher avait conçu le plan d'un mouvement de renaissance régionaliste par l'art et les mœurs. Il était secrétaire général de la Société d'ethnographie nationale et d'art populaire et directeur de la revue Le Pays poitevin (Ligugé). 
Dans une époque marquée par le renouveau du spiritisme,  son ami Huysmans avait voulu le confronter à cette pratique pour le convaincre de préférer se convertir au catholicisme, ce qu'il raconte dans Une Séance de spiritisme chez J.-K. Huysmans (Niort, chez l'auteur,1908). La séance avait eu lieu le 16 janvier 1892. Républicain déçu du régime, il donne son appui à Charles Maurras et au royalisme de l'Action française en 1900 (réponse à l'Enquête sur la monarchie). Dans un article intitulé "L'idée de décentralisation", Maurras avait déjà reconnu l'importance des initiatives de Boucher en faveur des régions et de la conservation du patrimoine national.

## Publications
- Une séance de spiritisme chez J.-K. Huysmans, Niort, l'auteur, 1908.